# Edward Barrett
Edward "Ned" Barrett (Rahela, Ballyduff, Kerry, 3 de novembre de 1877 – ?) va ser un esportista irlandès que va competir a cavall del segle xix i el segle xx. Practicà l'atletisme, el joc d'estirar la corda, la lluita i el hurling entre altres esports.
El 1908 va prendre part en els Jocs Olímpics de Londres, on diputà diverses proves. En la prova del joc d'estirar la corda guanyà la medalla d'or, formant part de l'equip City of London Police. En el pes pesant de la lluita lliure guanyà el bronze, mentre en la mateixa categoria, però de la lluita grecoromana quedà eliminat en les sèries preliminars. També disputà tres proves del programa d'atletisme, el llançament de pes, on fou cinquè, el llançament de disc i el de llançament de javelina estil lliure.
Quatre anys més tard, als Jocs d'Estocolm, disputà la prova de la categoria del pes pesant del programa de lluita grecoromana, però quedà eliminat en les sèries.